# Südermühle (Fehmarn)
Die Südermühle ist eine Windmühle auf der zu Schleswig-Holstein gehörenden Ostsee-Insel Fehmarn im Landkreis Ostholstein. Sie steht in Petersdorf und stammt aus dem späten 19. Jahrhundert. Die nach ihrer Stilllegung als Restaurant genutzte Mühle ist seit dessen Schließung ein Lost Place.

## Geschichte
Wahrscheinlich gab es an diesem Standort bereits um 1600 eine Mühle. In der gegenwärtigen Form entstand die Südermühle 1893 als Holländerwindmühle mit beweglicher Haube. 1958 wurde sie stillgelegt. Nach ihrer Stilllegung diente sie bis 2010 oder 2011 als Restaurant. Seither ist die denkmalgeschützte Mühle ungenutzt und verfällt allmählich.
Aktuell ist die Mühle im Besitz von Martin Weigert und seiner Frau Andrea, deren Vater von 1948 bis 1958 der letzte Müller in der Mühle war. Eine Restaurierung der Mühle ist geplant. Hernach soll sie Wohnung sein.

## Ausstattung
Der Mühle fehlen die für ihren Mühlentyp typischen Jalousieflügel, welche zuletzt durch andere Flügel für eine Besegelung ersetzt waren. Nach einigen Angaben verschwanden sie nach einem Sturm im Jahr 2007. Das Hauptgebäude wird durch ein Namensschild und eine Jahreszahl geziert.